# Gisela Mauermayer
Gisela Mauermayer, född 24 november 1913 i München, död 9 januari 1995 i München, var en tysk friidrottare.
Mauermayer blev silvermedaljör i diskus och guldmedaljör i kulstötning och femkamp vid den IV.e damolympiaden 1934 i London. Hon blev olympisk mästare i diskuskastning vid olympiska sommarspelen 1936 i Berlin.
1938 deltog hon vid EM i friidrott (det första EM där damtävlingar var tillåtna även om herrtävlingen hölls separat) 17 september–18 september på Praterstadion i Wien. Under tävlingarna tog hon silvermedalj i kulstötning och guldmedalj i diskus.